# スタテイラ

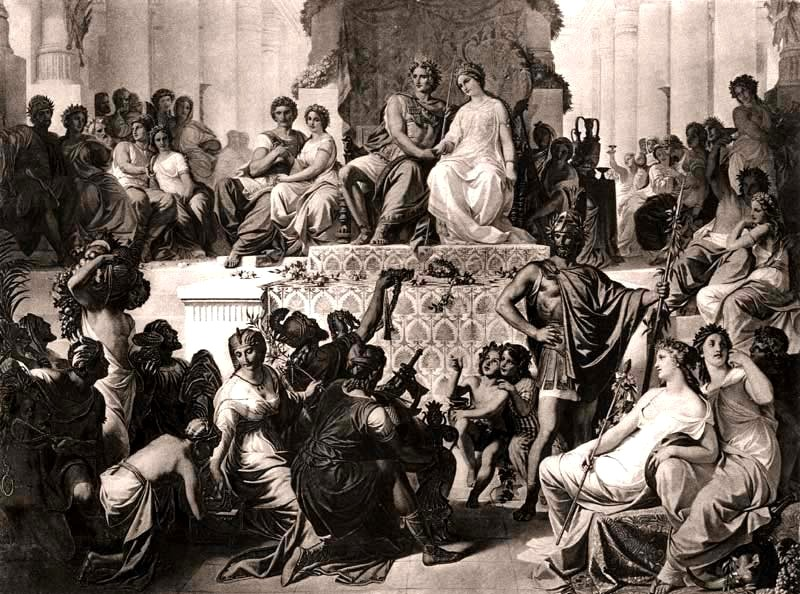
スーサで執り行われた、マケドニア王国のアレクサンドロス3世とスタテイラ、およびヘファイスティオンとドリュペティスとの合同結婚式

スタテイラ2世（ギリシア語：Στάτειρα, ラテン文字表記：Stateira II, ? - 紀元前323年）は、アケメネス朝ペルシアの王女で、アルゲアス朝のマケドニア王アレクサンドロス3世（大王）の妃のひとり。

アケメネス朝ペルシア最後の王ダレイオス3世と、娘と同名の王妃スタテイラ1世の娘。妹にヘファイスティオンの妻となるドリュペティスがいる。祖母はシシュガンビス。

## 生涯
紀元前333年、マケドニア軍とのイッソスの戦いで父王が敗走すると、遠征に同行していたスタテイラは母、祖母ら家族と共に陣中に取り残され、マケドニア軍に捕らえられた。

最初、太守マザイオスと婚約していたが、マザイオスは紀元前328年に死に、紀元前324年2月に合同結婚式でアレクサンドロス3世と結婚した。この時アレクサンドロスは同時にアルタクセルクセス3世の娘パリュサティス2世とも結婚している。しかし翌紀元前323年に大王が急逝すると、大王の最初の妃ロクサネによって、スタテイラは妹ドリュペティスともども殺害された。
2世紀の歴史家アッリアノスはスタテイラのことを「バルシネ」と呼んだが、ロドス島のメムノンの妻バルシネとは別人である。